# Massimiliana Maria di Wittelsbach
Massimiliana Maria di Baviera (Monaco di Baviera, 4 luglio 1552 – Monaco di Baviera, 11 luglio 1614) è stata una principessa di Baviera.

## Biografia
Era figlia del duca Alberto V di Baviera (1528–1579) e di sua moglie, l'arciduchessa Anna d'Asburgo (1528-1590), seconda figlia dell'imperatore Ferdinando I.
La sua formazione si concentrò in ambito musicale: tra i suoi maestri vi fu l'organista Hans Schachinger il Giovane e fu particolarmente legata alla famiglia del maestro della cappella di corte Orlando di Lasso.
Non si sposò mai e visse a Monaco, presso la corte del fratello Guglielmo V di Baviera, con una rendita di 6000 fiorini all'anno.
Mantenne stretti rapporti con sua sorella Maria Anna, moglie dell'arciduca Carlo II d'Austria, che viveva a Graz, insieme alla quale contribuì al matrimonio della nipote Maria Anna di Baviera con il futuro imperatore Ferdinando II. Ottenuti dal fratello nel 1595 fondi per il viaggio, visse tre anni (fino al 1598) alla corte della sorella, dove sviluppò un rapporto particolarmente intenso con il nipote Ferdinando.
Assunse come suo pittore di corte Johann Weiner e donò inoltre ogni domenica al Kapuzinerkloster di Altötting una litania musicale. 
Il figlio di Orlando di Lasso, Guglielmo di Lasso, dono a Massimiliana un epitaffio posto nella chiesa di San Pietro. Massimiliana Maria è sepolta nella Cattedrale di Monaco di Baviera.

## Ascendenza
|                                  |                         |                                      | Genitori                           |  |  | Nonni |  |  | Bisnonni                 |  |  | Trisnonni                  |  |
|                                  |                         |                                      |                                    |  |  |       |  |  | 8. Alberto IV di Baviera |  |  | 16. Alberto III di Baviera |  |
|                                  |                         |                                      |                                    |  |  |       |  |  | 8. Alberto IV di Baviera |  |  | 16. Alberto III di Baviera |  |
|                                  |                         | 17. Anna di Braunschweig-Grubenhagen |                                    |  |  |       |  |  | 8. Alberto IV di Baviera |  |  |                            |  |
| 4. Guglielmo IV di Baviera       |                         |                                      |                                    |  |  |       |  |  | 8. Alberto IV di Baviera |  |  |                            |  |
|                                  |                         | 9. Cunegonda d'Austria               | 18. Federico III d'Asburgo         |  |  |       |  |  |                          |  |  |                            |  |
|                                  |                         | 9. Cunegonda d'Austria               | 18. Federico III d'Asburgo         |  |  |       |  |  |                          |  |  |                            |  |
|                                  |                         | 9. Cunegonda d'Austria               | 19. Eleonora d'Aviz                |  |  |       |  |  |                          |  |  |                            |  |
| 2. Alberto V di Baviera          |                         | 9. Cunegonda d'Austria               |                                    |  |  |       |  |  |                          |  |  |                            |  |
|                                  |                         | 10. Filippo I di Baden               | 20. Cristoforo I di Baden          |  |  |       |  |  |                          |  |  |                            |  |
|                                  |                         | 10. Filippo I di Baden               | 20. Cristoforo I di Baden          |  |  |       |  |  |                          |  |  |                            |  |
|                                  |                         | 10. Filippo I di Baden               | 21. Ottilia di Katzenelnbogen      |  |  |       |  |  |                          |  |  |                            |  |
| 5. Maria Giacomina di Baden      |                         | 10. Filippo I di Baden               |                                    |  |  |       |  |  |                          |  |  |                            |  |
|                                  |                         | 11. Elisabetta del Palatinato        | 22. Filippo del Palatinato         |  |  |       |  |  |                          |  |  |                            |  |
|                                  |                         | 11. Elisabetta del Palatinato        | 22. Filippo del Palatinato         |  |  |       |  |  |                          |  |  |                            |  |
|                                  |                         | 11. Elisabetta del Palatinato        | 23. Margherita di Baviera-Landshut |  |  |       |  |  |                          |  |  |                            |  |
| 1. Massimiliana Maria di Baviera |                         | 11. Elisabetta del Palatinato        |                                    |  |  |       |  |  |                          |  |  |                            |  |
|                                  | 12. Filippo I d'Asburgo | 24. Massimiliano I d'Asburgo         |                                    |  |  |       |  |  |                          |  |  |                            |  |
|                                  | 12. Filippo I d'Asburgo | 24. Massimiliano I d'Asburgo         |                                    |  |  |       |  |  |                          |  |  |                            |  |
|                                  | 12. Filippo I d'Asburgo | 25. Maria di Borgogna                |                                    |  |  |       |  |  |                          |  |  |                            |  |
| 6. Ferdinando I d'Asburgo        | 12. Filippo I d'Asburgo |                                      |                                    |  |  |       |  |  |                          |  |  |                            |  |
|                                  |                         | 13. Giovanna di Castiglia            | 26. Ferdinando II d'Aragona        |  |  |       |  |  |                          |  |  |                            |  |
|                                  |                         | 13. Giovanna di Castiglia            | 26. Ferdinando II d'Aragona        |  |  |       |  |  |                          |  |  |                            |  |
|                                  |                         | 13. Giovanna di Castiglia            | 27. Isabella di Castiglia          |  |  |       |  |  |                          |  |  |                            |  |
| 3. Anna d'Asburgo                |                         | 13. Giovanna di Castiglia            |                                    |  |  |       |  |  |                          |  |  |                            |  |
|                                  |                         | 14. Ladislao II di Boemia            | 28. Casimiro IV di Polonia         |  |  |       |  |  |                          |  |  |                            |  |
|                                  |                         | 14. Ladislao II di Boemia            | 28. Casimiro IV di Polonia         |  |  |       |  |  |                          |  |  |                            |  |
|                                  |                         | 14. Ladislao II di Boemia            | 29. Elisabetta d'Asburgo           |  |  |       |  |  |                          |  |  |                            |  |
| 7. Anna Jagellone                |                         | 14. Ladislao II di Boemia            |                                    |  |  |       |  |  |                          |  |  |                            |  |
|                                  |                         | 15. Anna di Foix-Candale             | 30. Gastone II di Foix-Candale     |  |  |       |  |  |                          |  |  |                            |  |
|                                  |                         | 15. Anna di Foix-Candale             | 30. Gastone II di Foix-Candale     |  |  |       |  |  |                          |  |  |                            |  |
|                                  |                         | 15. Anna di Foix-Candale             | 31. Caterina di Navarra            |  |  |       |  |  |                          |  |  |                            |  |
|                                  |                         | 15. Anna di Foix-Candale             |                                    |  |  |       |  |  |                          |  |  |                            |  |